# Tomoharu Ushida
Tomoharu Ushida (Iwaki, 16 de outubro de 1999) é um pianista japonês. 

## Biografia
Ushida nasceu na cidade de Iwaki, Fukushima. Mudou-se para Xangai com sua família logo após seu nascimento. Ao entrar na escola primária, retornou ao Japão e cresceu na cidade de Nagoya, Aichi.
Estudou no Conservatório de Moscovo sob a orientação de Yuri Slesarev e Alexander Vershinin.
Em março de 2012, aos 12 anos de idade, lançou o seu primeiro álbum, junto à gravadora Universal Music do Japão.  
Em 2015, se apresentou com a Orquestra Nacional Russa, conduzida por Mikhail Pletnev; e em 2018, com a Orquestra Filarmônica Nacional de Varsóvia, conduzida por Jacek Kaspszyk.
Ele também compôs e foi responsável pela música temática da exposição “Liechtenstein”, realizada no Centro Nacional de Arte em Tóquio em 2012.

## Prêmios
- 2005 - 2º Xangai Kotodo Concurso de Piano para Crianças - na classe de 4 anos - Primeiro lugar.
- 2008 - 9º Concurso Internacional de Piano Frédéric Chopin na Ásia - na classe de 1º e 2º ano do ensino fundamental - 1º lugar.[6]
- 2009 - 10º Concurso Internacional de Piano Frédéric Chopin na Ásia - Categoria de Concerto A - 1º lugar (o mais jovem na história da categoria de competição).[7]
- 2009 - 150º aniversário do Porto de Yokohama, Concurso de Inauguração - na Categoria de Ensino Fundamental - 1º lugar, Prêmio Especial.[8]
- 2010 - 11º Concurso Internacional de Piano Frédéric Chopin na Ásia - na classe de 3º e 4º ano do ensino fundamental - 1º lugar.[9]
- 2010 - 2º Concurso para Jovens Pianistas - na categoria C - 1º lugar.
- 2011 - 12º Concurso Internacional de Piano Frédéric Chopin na Ásia - Categoria de Concerto B - 1º lugar (o mais jovem da história da categoria de competição).[10]
- 2012 - 13º Concurso Internacional de Piano Frédéric Chopin na Ásia - Categoria de Concerto C - 1º lugar (o mais jovem na história da categoria de competição).[11]
- 2012 - 16º Concurso Internacional Academia de Piano de Hamamatsu - 1º lugar (o mais jovem da história).[12]
- 2018 - 10º Concurso Internacional de Piano Hamamatsu, 2º lugar.[13]
- 2018 - 29º Prêmio de Música Idemitsu.[14][15]

## Discografia
| Discos                              | Lançamento             | Gravadora                | Número                |
| ----------------------------------- | ---------------------- | ------------------------ | --------------------- |
| Liebesträume                        | 14 de março de 2012    | Universal Music do Japão | UCCY-9012 / UCCY-1023 |
| Recordações                         | 22 de agosto de 2012   | Universal Music do Japão | UCCY-9015 / UCCY-1026 |
| Dedicação                           | 19 de junho de 2013    | Universal Music do Japão | UCCY-9018 / UCCY-1030 |
| Traumerei                           | 2 de julho de 2014     | Universal Music do Japão | UCCY-9019 / UCCY-1039 |
| Liebesfreud                         | 24 de junho de 2015    | Universal Music do Japão | UCCY-9024 / UCCY-1056 |
| Quadros de uma Exposição            | 14 de setembro de 2016 | Universal Music do Japão | UCCY-1069 /           |
| Chopin: Ballade No. 1 e 24 Preludes | 20 de março de 2019    | Universal Music do Japão | UCCY-1096 /           |
| Chopin Recital 2022                 | 31 de Agosto de 2022   | Universal Music Japan    | UCCY-1115 / UCXY-1003 |